# Brit Awards de 2009
O Brit Awards de 2009 aconteceu na quarta-feira, 18 de fevereiro de 2009. Foi a 29ª edição do prêmio anual de música pop da British Phonographic Industry. A cerimônia de foi realizada no Earls Court, em Londres, e foi transmitida ao vivo pela ITV no dia 18 de fevereiro às 20h (GMT). Duffy se tornou a primeira artista feminina a ganhar três prêmios no mesmo ano, e apenas Blur, em 1995, já ganhou mais prêmios em uma única cerimônia. A cerimônia foi anunciada como ao vivo pela ITV, mas a transmissão incluiu várias exclusões de áudio, o que significa que o programa foi exibido em um sistema de atraso de transmissão. A cerimônia do Brit Awards de 2009 foi assistida por 5,49 milhões de pessoas e foi o 32º programa mais assistido na TV na semana que terminou em 22 de fevereiro.

## Anfitriões
Kylie Minogue, Mathew Horne e James Corden receberam a edição do Brit Awards de 2009, com Fearne Cotton apresentando nos bastidores. Cotton também sediou a festa de lançamento do ITV2 em janeiro. Johnny Vegas apresentou e encerrou o evento, além de ler os indicados em uma narração pré-gravada. Emma B deu as vozes ao vivo enquanto os artistas subiam ao palco.
Rufus Hound, Sara Cox, Melanie Blatt e Nicole Appleton apresentaram os eventos do Red Carpet e Encore na ITV2. Alesha Dixon apresentou um programa de bastidores, exibido na ITV dois dias após a cerimônia.

## Performances
| Artista(s)                              | Canção |
| --------------------------------------- | --- |
| U2                                      | "Get on Your Boots" |
| Girls Aloud                             | "The Promise" |
| Coldplay                                | "Viva la Vida" |
| Duffy                                   | "Warwick Avenue" |
| Take That                               | "Greatest Day" |
| Kings of Leon                           | "Use Somebody" |
| The Ting Tings Estelle                  | "Shut Up and Let Me Go" American Boy" That's Not My Name" |
| Pet Shop Boys Lady Gaga Brandon Flowers | "Suburbia" "Love etc." "Left to My Own Devices" "Always on My Mind" "Go West" "What Have I Done to Deserve This?" "Domino Dancing" "I'm With Stupid" "Being Boring" "It's a Sin" All Over the World" West End Girls" |

## Vencedores e nomeados
| Álbum Britânico do Ano (apresentado Tom Jones) | Produtor Britânico do Ano |
| --- | --- |
| - Duffy – Rockferry - Coldplay – Viva la Vida or Death and All His Friends - Elbow – The Seldom Seen Kid - Radiohead – In Rainbows - The Ting Tings – We Started Nothing | - Bernard Butler - Brian Eno - Steve Mac |
| Single Britânico do Ano (apresentado por Alan Carr) | Melhor Performance Britânica ao Vivo (apresentado por Nick Frost)                                                                           |
| - Girls Aloud – "The Promise" - Coldplay – "Viva La Vida" - Duffy – "Mercy" - Leona Lewis – "Better in Time" - Scouting for Girls – "Heartbeat" - Alexandra Burke – "Hallelujah" Eliminado - Dizzee Rascal (com participação de Calvin Harris & Chrome) – "Dance wiv Me" Eliminado - Adele – "Chasing Pavements" Eliminado - The X Factor Finalists 2008 – "Hero" Eliminado - Estelle (com participação de Kanye West) – "American Boy" Eliminado | - Iron Maiden - Coldplay - Elbow - Scouting for Girls - The Verve                                                                           |
| Artista Solo Masculino Britânico (apresentado por Jamie Oliver, Jamie Cullum & Adele) | Artista Solo Feminina Britânica (apresentado por Simon Pegg)                                                                                |
| - Paul Weller - Ian Brown - James Morrison - The Streets - Will Young | - Duffy - Adele - Beth Rowley - Estelle - M.I.A.                                                                                            |
| Grupo Britânico (apresentado por David Hasselhoff) | Melhor Revelação Britânica (apresentado por Alex James)                                                                                     |
| - Elbow - Coldplay - Girls Aloud - Radiohead - Take That | - Duffy - Adele - The Last Shadow Puppets - Scouting for Girls - The Ting Tings                                                             |
| Artista Solo Masculino Internacional (apresentado por Gok Wan) | Artista Solo Feminina Internacional (apresentado por Lionel Richie)                                                                         |
| - Kanye West - Beck - Jay-Z - Neil Diamond - Seasick Steve | - Katy Perry - Beyoncé - Gabriella Cilmi - Pink - Santogold                                                                                 |
| Grupo Internacional (apresentado por Natalie Imbruglia) | Álbum Internacional (apresentado por Joe Calzaghe)                                                                                          |
| - Kings of Leon - AC/DC - Fleet Foxes - The Killers - MGMT | - Kings of Leon – Only by the Night - AC/DC – Black Ice - Fleet Foxes – Fleet Foxes - The Killers – Day & Age - MGMT – Oracular Spectacular |
| Escolha da Crítica (apresentado por Kylie Minogue) | Contribuição Excepcional para a Música (apresentado por Brandon Flowers)                                                                    |
| - Florence and the Machine - Little Boots - White Lies | - Pet Shop Boys |

## Momentos notáveis

### Girls Aloud
A banda britânica Girls Aloud, marcou sua primeira apresentação na cerimônia de 2009, com o single "The Promise". A performance fez com que as integrantes da banda, incluindo Cheryl e Nicola Roberts, aparecessem como se estivessem nuas. Esta performance foi indicado na cerimônia de 2010 do "BRITs Hits 30 – Melhor Performance no BRIT Awards", ao lado de Oasis e The Who, mais as Spice Girls acabaram vencendo.

### Mick Kluczynski
Dez dias antes da cerimônia de 2009, Mick Kluczynski, o gerente de produção da premiação desde 1995, que ajudou na transição do desastre de Fleetwood/Fox para a escala da atual cerimônia, morreu. Apesar desse revés, a equipe que ele colocou no local garantiu que tudo saísse como planejado, e a cerimônia foi dedicado à sua memória.